# Krosna-Wieś
Krosna-Wieś je vesnice v Polsku nacházející se v Mazovském vojvodství, v okrese Pruszków, v gmině Brwinów.
V letech 1975-1998 vesnice náležela administrativně do Varšavského vojvodství.
Vesnicí vede silnice z Koszajce do Biskupic, od které se na severozápadně odděluje silnice do Józefówa.

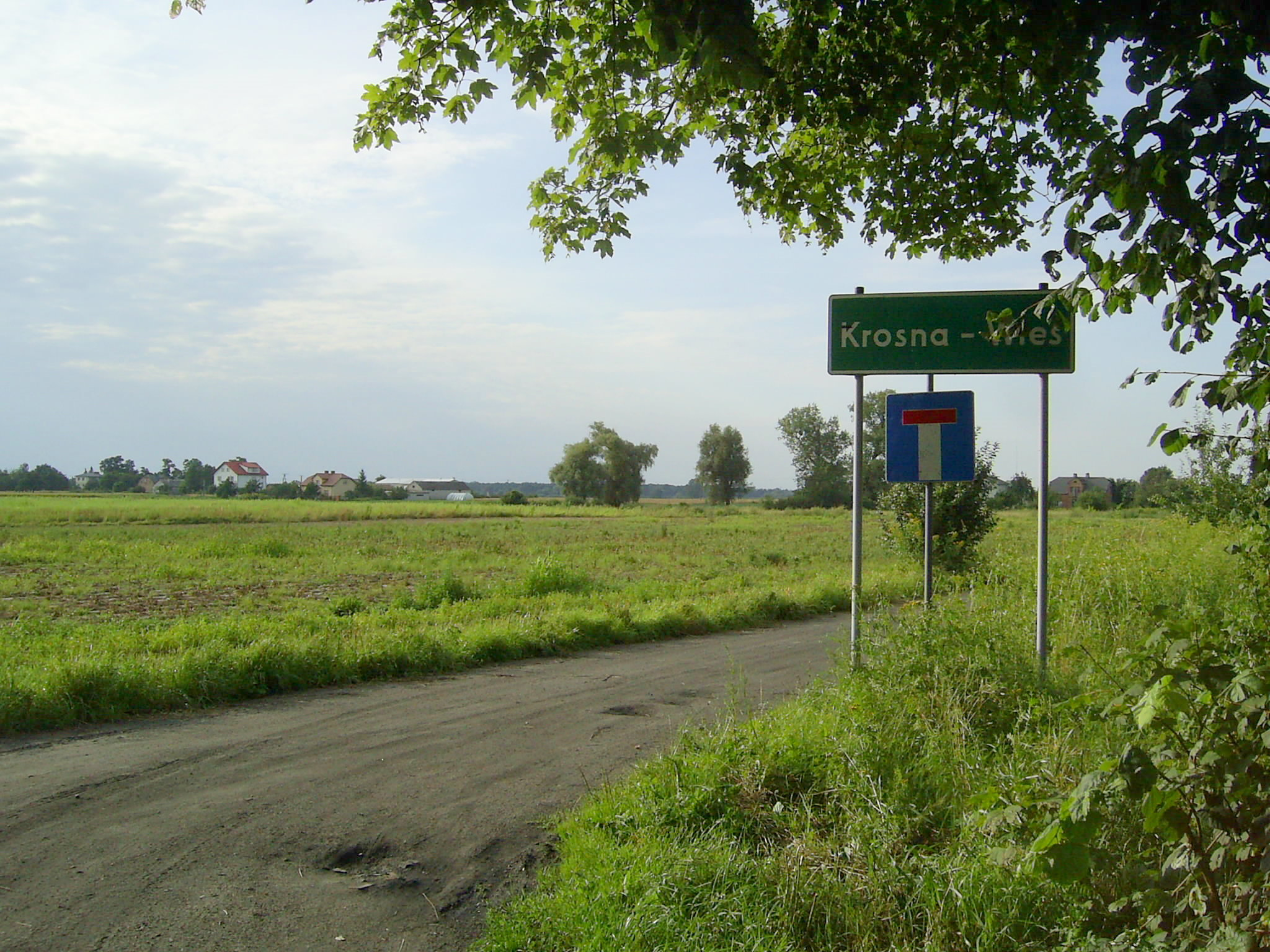
Pohled na Krosnu ze silnice od Biskupic
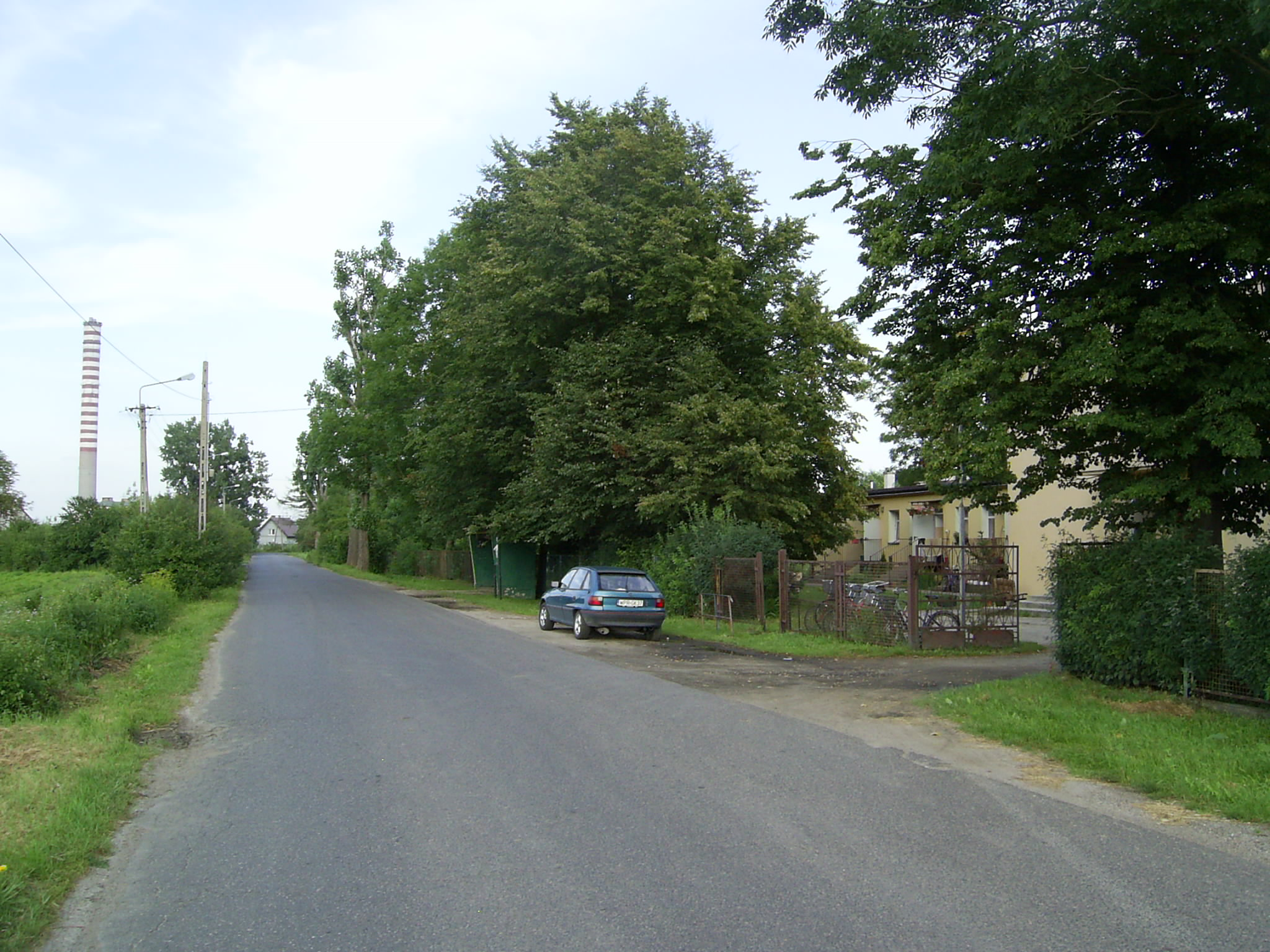
Silnice vedoucí Krosnou